# Badia de Cochinos

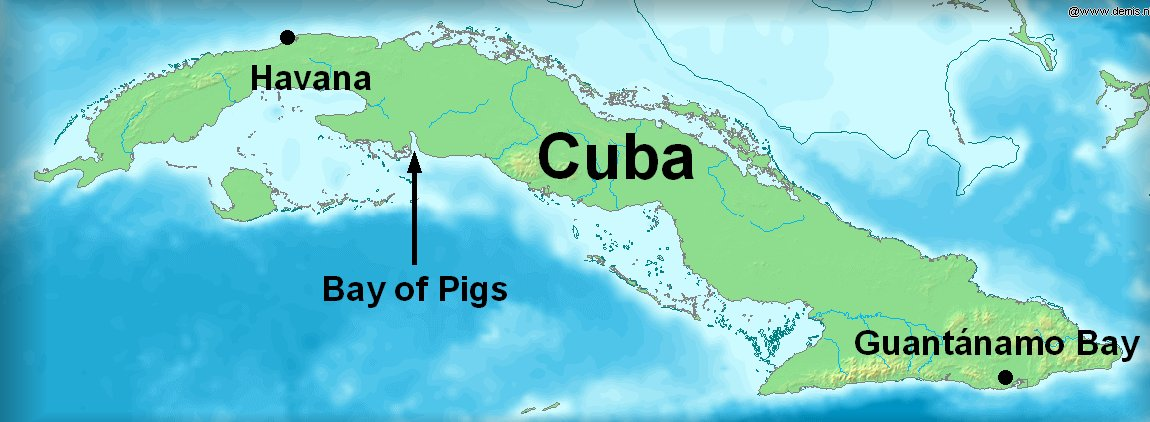
Badia de Cohinos.

La Badia de Cochinos (Badia dels Porcs) està ubicada a la costa nord-occidental de Cuba, en un entrant del Golf de Cazones. La badia està situada aproximadament a 30 quilòmetres al sud de Jagüey Grande, 70 quilòmetres a l'oest de la ciutat de Cienfuegos i 150 quilòmetres al sud-est de l'Havana. A la riba occidental de la badia hi ha escolls coral·lins que voregen l'aiguamoll de Zapata, part de la Península de Zapata. Al costat oriental hi ha llargues platges amb manglars i zones pantanoses situades terra endins. Al nord de la badia, en el seu tancament, se situa la localitat de Buena Ventura al costat de Playa Larga, i 35 quilòmetres al sud-est d'aquesta Playa Girón i el municipi de Girón, nomenat així pel conegut pirata francès Gilbert Giran (1604).
Playa Girón i Playa Larga van ser escenari del desembarcament de forces cubanes a l'exili durant la Invasió de la Badia de Cochinos, operació patrocinada per la CIA per intentar enderrocar l'abril de 1961 el govern cubà de Fidel Castro.